# Мунтяну, Валерий Георгиевич
Вале́рий Георгиевич Мунтя́ну (рум. Valeriu Munteanu; род. 28 декабря 1980, с. Флорены, Новоаненский район, Молдавская ССР, СССР) — молдавский политический и государственный деятель. Министр окружающей среды Республики Молдова с 30 июля 2015 по 30 мая 2017 года, депутат парламента Республики Молдова (2009–2015). 
Бывший вице-председатель Либеральной партии, председатель Союза спасения Бессарабии.

## Политическая деятельность
- 3 июня 2007 года — 3 ноября 2009 года — примар села Флорены Новоаненского района
- 3 ноября 2009 года — 30 июля 2015 года — депутат парламента Республики Молдова, член фракции Либеральной партии (ЛП).
- 3 ноября 2009 года — 18 апреля 2013 года — секретарь парламентской фракции ЛП[2][3].
- 26 сентября 2010 года — 11 декабря 2018 года — вице-председатель Либеральной партии[4].
- с 30 июля 2015 года — 30 мая 2017 года — министр окружающей среды Республики Молдова[5][6].
- с 21 июля 2019 года — май 2021 года — председатель Союза спасения Бессарабии[7][8].
- с мая 2021 года — член Альянса за объединение румын (AUR)[9].

### Парламентская деятельность
На парламентских выборах 5 апреля 2009 года Валерий Мунтяну занял 37-е место в списке кандидатов от Либеральной партии, не попав в парламент. Несколько месяцев спустя, на досрочных парламентских выборах в июле 2009 года, Валерий Мунтяну занял 17-е место в списке кандидатов ЛП, став депутатом. Он занял пятое место в списке кандидатов от Либеральной партии на парламентских выборах 28 ноября 2010 года и 30 ноября 2014 года.
В парламенте VII-го созыва (2010—2014) он был депутатом с самым большим количеством парламентских инициатив — 113 проектов нормативных актов, и депутат с самыми многими заявлениями.
Во время нахождения Либеральной партии в оппозиции (2013—2015) Мунтяну был автором большинства жалоб в Конституционный суд Республики Молдова (около 25).
17 апреля 2013 года Валериу Мунтяну был назначен председателем парламентской фракции Либеральной партии вместо исключённого из ЛП Иона Хадыркэ. На заседании фракции от 17 апреля 2013 года присутствовало только 5 из 12 депутатов, поэтому де-юре председателем фракции ЛП остался Ион Хадыркэ, которого поддерживают 7 из 12 депутатов фракции ЛП.

### Министерская деятельность
Валериу Мунтяну вступил в должность министра окружающей среды 30 июля 2015 года. Сразу после назначения, министр окружающей среды Валериу Мунтяну отказался от министерской дачи на берегу Днестра.
Мунтяну активно боролся с браконьерством и за сохранение биоразнообразия — два года подряд была запрещена охота на кроликов и некоторые виды перелетных птиц. Общество охотников и рыбаков не раз устраивало протесты у дверей министерства. «Проблема большинства охотников в том, что они считают, будто дикие животные являются их собственностью. Но это наше национальное достояние, фауна принадлежит всем гражданам РМ в равной степени. Я понимаю, что проблема в деньгах, больших деньгах. Взносы охотников не поступают на счёт государства, а остаются в Обществе охотников и рыболовов, и неважно, идёт речь о 15 млн или 30 млн леев. Беседуя с его руководителями, я думал, что беседую с элитой, с людьми, для которых важны национальные ценности, но оказалось, что это обычные браконьеры», — заметил Мунтяну.
Особое внимание Мунтяну уделял лесному фонду — он запретил аренду лесов, чтобы избежать передачи наследия Молдовы в частные руки. Тем, кто уже заключил контракты на аренду, повысили плату в пять раз. По словам экс-министра, «десятки арендаторов отказались от своих договоров». Кроме того, был запрещён экспорт древесины и массивная вырубка лесов.
Валерий Мунтяну подписал приказ о запрете промышленного рыболовства в реках Днестр и Прут. «Запрет не распространяется на спортивный или любительский лов, когда рыбак забрасывает одну-две удочки в личных целях. Из-за массового вылова рыбы экономическими агентами нанесён значительный ущерб рыбному биоразнообразию», — сказал министр. Также, впервые за несколько лет, пополнили мальком воды Днестра и Прута — почти сорок тонн карасей, карпа и двух видов толстолоба.
По инициативе Мунтяну, в Кишинёве, рядом с остановками, в парках и на бульварах столицы установили более тысячи мусорок. Была укреплена дамба озера Гидигич, которую не ремонтировали больше 40 лет.
Министр окружающей среды Валерий Мунтяну и вице-министры Игорь Талмазан и Виктор Моргочь подали 29 мая 2017 года, заявления об отставке. Об этом министр-либерал сообщил на своей странице в Facebook.
После подачи отставки, эколог Илья Тромбицкий признал на своей странице в Facebook, что, несмотря на его отношение к молдавским либералам, «Мунтяну смог добиться в правительстве того, чего другие министры экологии даже не мечтали добиться, понимая, что экология — последняя зона интересов правительства». Тромбицкий подчеркнул, что никакого давления на сотрудников по партийному признаку в министерстве не было: они просто должны были исполнять свои прямые обязанности.

## Семья
Валерий Мунтяну женат, имеет четверых детей, все девочки: Камелия, Илинка, Смаранда и Крэица..

## Ордена
Орден преподобного Паисия Величковского II степени Молдавской Православной Церкви за вклад в укрепление устоев Церкви.